# Adelstitel aufgrund von Verfahrensfehlern
Der Begriff Adelstitel aufgrund von Verfahrensfehlern (englisch Titles by error) bezieht sich auf Adelstitel, insbesondere auf den Britischen Inseln, die einer Person zugesprochen worden sind, die tatsächlich nicht Titelerbe war.
Die Fehler sind selten und beruhen meist auf Fehlentscheidungen des Committee for Privileges and Conduct (eines Ausschusses) des britischen House of Lords oder eines Sachbearbeiters bezüglich ruhender (Abeyance) oder erloschener Peerstitel.
Ein Fehler wurde beispielsweise 1916 gemacht, als die englische Baronie Wharton einem Antragsteller in dem Glauben übertragen wurde, dass sie als Barony by writ geschaffen worden sei und deshalb auch auf weibliche Erben übertragen werden könne, obwohl sie tatsächlich durch Letters Patent geschaffen wurde und daher nur auf männliche Erben des ursprünglichen Titelinhabers übergehen konnte. In diesem Fall war die Original-Dokumentation verloren gegangen.
Auch der Titel Baron Percy wurde 1722 durch einen Writ of Summons für Algernon Seymour, 7. Duke of Somerset neu geschaffen. Bei dem Titel seines Großvaters mütterlicherseits Joceline Percy, 11. Earl of Northumberland handelte es sich um eine Barony by letters patent.
Seit dem frühen 20. Jahrhundert ist das Committee sehr zurückhaltend damit, ältere englische Baronien wiederzubeleben. Damit ist die Gefahr, dass neue Adelstitel aufgrund von Verfahrensfehlern oder mangelnder Recherche geschaffen werden, deutlich zurückgegangen.
Der berühmteste Fehler des House of Lords bei der Vergabe eines Titels wurde im Fall des Earl of Mar, einer schottischen Würde, gemacht, die 1875 einem entfernten männlichen Verwandten und nicht dem Titelerben zugesprochen wurde. Infolgedessen gibt es heute zwei Peers, die den Titel eines Earl of Mar halten, Margaret of Mar, 31. Countess of Mar und James Erskine, 14. Earl of Mar and 16. Earl of Kellie.
Ein anderer Fehler passierte, als am 7. März 1628 James Stanley von König Karl I. einen Writ of Summons erhielt, der ihn als Baron Strange in das Oberhaus berief. Dieser sollte eigentlich mittels Writ of Acceleration vorzeitig einen Titel seines Vaters erhalten, dabei wurde irrtümlich übersehen, dass James Stanleys Vater, William Stanley, 6. Earl of Derby, nicht Inhaber des nachgeordneten Titels Baron Strange (geschaffen 1299) war. Dieser war nach dem Tod von Ferdinando Stanley, 5. Earl of Derby, nicht an den 6. Earl übergegangen, sondern in Abeyance zwischen dessen Töchtern gefallen.